# Colostethus roraima
Anomaloglossus roraima là một loài ếch thuộc họ Dendrobatidae.
Loài này có ở Venezuela, có thể ở cả Brasil và Guyana.
Môi trường sống tự nhiên của chúng là vùng núi ẩm nhiệt đới hoặc cận nhiệt đới and vùng nhiều đá.

## Hình ảnh

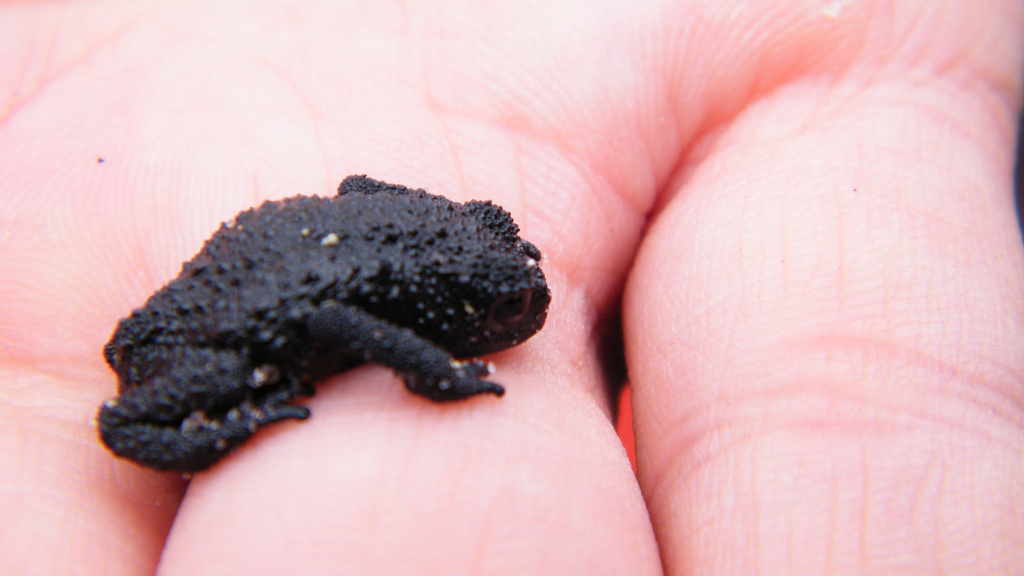